# Phil Boersma
Philip „Phil“ Boersma (* 24. September 1949 in Liverpool) ist ein ehemaliger englischer Fußballspieler. Der Stürmer und Mittelfeldspieler war zu Beginn der 1970er-Jahre Bestandteil des damals sehr erfolgreichen FC Liverpool und gewann dort 1973 das „Double“ aus englischer Meisterschaft und UEFA-Pokal.

## Sportlicher Werdegang

### FC Liverpool (1968–1975)
Boersma, der sich bereits in jungen Jahren zu einem körperlich robusten Athleten entwickelt hatte, schien idealtypisch, um die Anforderungen eines klassischen Stürmers zu erfüllen. Auf dieser von ihm bevorzugten Position kombinierte er die hohe physische Präsenz mit Schnelligkeit sowie technischen Fertigkeiten am Ball und der FC Liverpool nahm ihn im September 1968 unter Vertrag. Zunächst bestritt er die erste Saison 1968/69 ausschließlich in dem Reserveteam, bevor er an seinem 20. Geburtstag im Ligapokal gegen Manchester City zu seinem ersten Einsatz in der A-Mannschaft kam. Die Partie, in der er ab der 69. Minute Alun Evans ersetzte, ging mit 2:3 verloren und auch drei Tage später endete seine erste Ligapartie (und der erste Einsatz von Beginn an) gegen West Bromwich Albion sieglos mit 2:2. In den anschließenden Wochen folgten noch vier weitere Pflichtspieleinsätze, wobei ihm jedoch ein eigenes Tor versagt blieb. Er kehrte danach in den Kader der Reservemannschaft zurück und sammelte ab März 1970 ein wenig Spielpraxis beim Leihverein AFC Wrexham, bevor er kurz vor Ende der Saison nach Liverpool zurückkehrte, um dort mit der B-Elf die Meisterschaft der Central League zu gewinnen.
Als er am 4. November 1970 im Messepokal erneut für Evans im Rückspiel bei Dinamo Bukarest eingewechselt wurde, gelang ihm sein erstes Tor (Endstand 1:1, Hinspiel 3:0) und gut einen Monat später traf er auch in der Liga gegen West Ham United (2:1) zum ersten Mal. Danke einer längeren Phase in der Startelf hatte er zum Ende der Saison 1970/71 insgesamt 21 Pflichtspiele bestritten. Die Ausbeute von drei Toren war jedoch für einen Stürmer recht mager und so überraschte es wenig, dass er seinen Stammplatz wieder verlor, als mit Kevin Keegan zur Spielzeit 1971/72 ein neues, vielversprechendes Talent die Offensive des FC Liverpool verstärkte. Da Keegan außerordentlich gut mit Sturmpartner John Toshack zu harmonieren begann, reduzierten sich Boersmas Bewährungschancen deutlich. Erst als Toshack verletzungsbedingt für weite Teile der Saison 1972/73 aussetzen musste, kehrte er in die Mannschaft zurück. Er steuerte vier Tore zum Gewinn des UEFA-Pokals bei und war im Finalrückspiel gegen Borussia Mönchengladbach (Endstand 0:2, Hinspiel 3:0) ab der 77. Minute für Steve Heighway auf dem Feld. Dazu gewann er 1973 die englische Meisterschaft und hatte daran mit sieben Toren aus 19 Einsätzen einen nicht unerheblichen Anteil.
An die guten Leistungen konnte er jedoch in der Saison 1973/74 nicht anknüpfen. Er litt unter Formschwankungen und die lediglich drei Ligatreffer stellten dies unter Beweis. Im FA Cup kam er zunächst in fünf Partien zum Zuge, blieb dann jedoch von Trainer Bill Shankly beim 3:0-Finalerfolg gegen Newcastle United unberücksichtigt. Dass er noch nicht einmal als Ersatzspieler nominiert worden war, sorgte bei Boersma derart für Verärgerung, dass dieser nie mehr für Liverpool spielen wollte. Die Differenzen konnten ausgeräumt werden und unter dem neuen Trainer Bob Paisley führte er sich im Charity Shield mit dem Tor zum 1:0 (Endstand 1:1, Sieg nach Elfmeterschießen) gut in die folgende Spielzeit 1974/75 ein. Er profitierte danach von einer längeren Sperre für Kevin Keegan und war dadurch erneut häufig in der Startelf vertreten. Am Ende der Saison hatte er 29 Pflichtspiele absolviert und zehn Tore geschossen, darunter ein Hattrick gegen Tottenham Hotspur sowie zwei Treffer zum 11:0-Rekordsieg gegen Strømsgodset IF im Europapokal der Pokalsieger, aber keines mehr ab Oktober 1974. In Paisleys Langzeitplanung spielte Boersma dann keine bedeutende Rolle mehr. Keegan und Toshack waren das „gesetzte“ Stammduo im Angriff und bis weit in die zweite Jahreshälfte 1975 hinein stand Boersma nur noch einmal in der Startformation. Weitere junge Spieler – darunter David Fairclough – drängten auf seiner Position in die erste Mannschaft und so ließ Paisley Boersma im Dezember 1975 für eine Ablösesumme von 72.000 Pfund zum Erstligakonkurrenten FC Middlesbrough ziehen.

### Von Middlesbrough bis Swansea (1975–1979)
„Boros“ damaliger Trainer Jack Charlton sah in Boersma mehr einen Mittelfeldspieler als Stürmer und in dieser Rolle bestritt der Neuling in zwei Jahren 47 Ligaspiele. Erfolge blieben während dieser Zeit weitgehend aus und mit drei Meisterschaftstoren zeichnete er sich auch nicht übergebührend aus. Dort traf er jedoch auf Graeme Souness, der später selbst zum FC Liverpool wechselte und mit Boersma eine lange Freundschaft pflegte, die sich weit in die noch folgenden Trainertätigkeiten auswirken sollte.
Im Sommer 1977 heuerte Boersma beim Zweitligisten Luton Town an, spielte dort jedoch ebenso nur ein Jahr wie kurz darauf bei Swansea City, wo sein ehemaliger Liverpooler Mannschaftskamerad John Toshack die Cheftrainerrolle übernommen hatte. In Swansea zog er sich eine derart schwere Knöchelverletzung zu, dass er 1979 noch vor seinem 30. Geburtstag seine Profikarriere beendete.

### Nach der aktiven Karriere
Boersma wechselte ins Trainerfach und stand Swansea City bis 1983 als Kotrainer und Physiotherapeut zur Verfügung. Dabei gelang es dem Verein von der dritten bis hinauf in die erste englische Liga aufzusteigen. Nächste Station war 1983 eine Assistentenstelle bei Lincoln City F.C. und im Jahr 1986 folgte er Souness zu dessen erster Trainertätigkeit für den schottischen Erstligisten Glasgow Rangers. Als dieser zum Ende der Saison 1990/91 in Liverpool die Nachfolge des zurückgetretenen Kenny Dalglish übernahm, zählte Boersma ebenso zu seinem Trainerstab wie in der Saison 1995/96, als Souness in der Türkei für Galatasaray Istanbul arbeitete. Die Konstellation wiederholte sich bis 2006 noch viermal beim FC Southampton, Benfica Lissabon, den Blackburn Rovers und Newcastle United, bevor sich die Wege trennten.
Während der Saison 2007/08 arbeitete Boersma als Kotrainer für Llangefni Town in der Welsh Premier League, verließ den am Tabellenende rangierenden Klub aber bereits nach einem Monat wieder im Januar 2008.

## Titel/Auszeichnungen
- UEFA-Pokal (1): 1973
- Englische Meisterschaft (1): 1973
- Charity Shield (1): 1974